# 치터베베궁
치터베베궁(독일어: Zitterbewegung)이란 디랙 방정식을 따르는 페르미온이 겪는 진동의 하나다. "치터베베궁"은 독일어로 "떨림 운동" (zittern 떨림, Bewegung 운동)을 뜻한다. 디랙 방정식을 따르는 입자는 그 양의 에너지 파와 음의 에너지 파(반입자)가 서로 간섭하면서 일종의 진동이 일어난다. 치터베베궁의 진동수는 {\displaystyle 2m}, 즉 물질파 진동수의 두 배다. 전자의 경우 약 1.6 ZHz다.
치터베베궁은 아직 실험적으로 직접적으로 관측되지 않았다. 그러나 이온으로 만든 유사한 계에서 시뮬레이션을 한 결과, 간접적으로 검증되었다.

## 이론
슈뢰딩거 방정식으로부터 시작하자.
{\displaystyle H\psi (\mathbf {x} ,t)=i\hbar {\frac {\partial \psi }{\partial t}}(\mathbf {x} ,t)}
여기서 {\displaystyle H}는 디랙 해밀토니안 연산자다.
{\displaystyle H=\left(\alpha _{0}mc^{2}+\sum _{j=1}^{3}\alpha _{j}p_{j}\,c\right)}
하이젠베르크 묘사에서는 임의의 연산자 Q는 다음 관계식을 따른다.
{\displaystyle -i\hbar {\frac {\partial Q}{\partial t}}(t)=\left[H,Q\right].}
이를 입자의 위치에 대해 적용하자.
{\displaystyle \hbar {\frac {\partial x_{k}}{\partial t}}(t)=i\left[H,x_{k}\right]=c\alpha _{k}\,\!\;}
여가서 {\displaystyle \alpha _{k}\equiv \gamma _{0}\gamma _{k}}이다.
따라서 {\displaystyle \alpha _{k}}는 속도로 해석할 수 있다. 이를 시간에 따라 해를 구하면
{\displaystyle \hbar {\frac {\partial \alpha _{k}}{\partial t}}(t)=i\left[H,\alpha _{k}\right]=2[i\gamma _{k}m-\sigma _{kl}p^{l}]=2i[p_{k}-\alpha _{k}H]}
(여기서 {\displaystyle \sigma _{kl}\equiv {\frac {i}{2}}[\gamma _{k},\gamma _{l}]}이다.)
{\displaystyle p_{k}}와 {\displaystyle H} 둘 다 시간에 따라 일정하므로,
{\displaystyle \alpha _{k}(t)=\alpha _{k}(0)e^{-2iHt/\hbar }+cp_{k}H^{-1}}
{\displaystyle x_{k}(t)=x_{k}(0)+c^{2}p_{k}H^{-1}t+{1 \over 2}i\hbar cH^{-1}(\alpha _{k}(0)-cp_{k}H^{-1})(e^{-2iHt/\hbar }-1)\,\!}
({\displaystyle x_{k}(t)}는 위치다.)
여기서 세 번째 항이 치터베베궁이다.
치터베베궁은 순수하게 양의 에너지 파나 음의 에너지 파로 만들어진 파동묶음의 경우 사라진다. 즉 치터베베궁은 양의 에너지 파와 음의 에너지 파의 간섭인 것을 알 수 있다.

## 같이 보기
- 카시미르 효과
- 램 이동

## 참고 문헌
- E. Schrödinger, Über die kräftefreie Bewegung in der relativistischen Quantenmechanik, Berliner Ber., pp. 418-428 (1930); Zur Quantendynamik des Elektrons, Berliner Ber, pp. 63-72 (1931)
- A. Messiah, Quantum Mechanics Volume II, Chapter XX, Section 37, pp. 950-952 (1962)
- George Sparling, Zitterbewegung, Seminaires & Congres 4,p. 277–305 (2000)